# Sites mégalithiques de l'Eure
Cet article présente la liste des sites mégalithiques de l'Eure, en France.

## Inventaire
| Monument                                   | Commune               | Remarque                        | Coordonnées                 | Protection        | Illustration |
| ------------------------------------------ | --------------------- | ------------------------------- | --------------------------- | ----------------- | ------------ |
| Nécropole dolménique des Prés d'Acon       | Acon                  |                                 | 48° 45′ 50″ N, 1° 05′ 59″ E | Inscrit MH (1998) |              |
| Allée couverte d'Aizier                    | Aizier                |                                 | 49° 25′ 51″ N, 0° 37′ 36″ E | Inscrit MH (1999) |              |
| Dolmen de Rugles                           | Ambenay               |                                 | 48° 50′ 06″ N, 0° 42′ 49″ E | Classé MH (1900)  |              |
| Alignement des Bruyères                    | Les Baux-Sainte-Croix |                                 | 48° 56′ 54″ N, 1° 06′ 10″ E | Classé MH (1975)  |              |
| Pierre-Frite                               | Breuilpont            |                                 | 48° 57′ 11″ N, 1° 24′ 52″ E | Classé MH (1950)  |              |
| Caillou de Gargantua                       | Caillouet-Orgeville   |                                 | 48° 59′ 05″ N, 1° 19′ 31″ E |                   |              |
| Gravier de Gargantua                       | Croth                 |                                 | 48° 50′ 11″ N, 1° 21′ 49″ E |                   |              |
| Allée couverte de Dampsmesnil              | Dampsmesnil           |                                 | 49° 10′ 31″ N, 1° 39′ 01″ E | Classé MH (1907)  |              |
| Pierre Saint-Martin                        | Fleury-sur-Andelle    |                                 | 49° 21′ 50″ N, 1° 20′ 39″ E | Répertorié (1986) |              |
| Menhir de Garennes-sur-Eure                | Garennes-sur-Eure     |                                 | 48° 54′ 37″ N, 1° 26′ 18″ E |                   |              |
| Pierre de Sainte-Radegonde                 | Giverny               |                                 | 49° 04′ 40″ N, 1° 31′ 23″ E |                   |              |
| Croix Roger                                | Heudebouville         | menhir christianisé ?           | 49° 11′ 59″ N, 1° 14′ 05″ E | Répertorié (1969) |              |
| Menhir de la Longue Pierre                 | Landepéreuse          |                                 | 48° 59′ 28″ N, 0° 36′ 37″ E | Classé MH (1911)  |              |
| Pierre aux Bœufs                           | Montreuil-l'Argillé   |                                 | 48° 56′ 08″ N, 0° 28′ 27″ E |                   |              |
| Pierre de Gargantua                        | Neaufles-Auvergny     |                                 | 48° 51′ 59″ N, 0° 43′ 46″ E | Classé MH (1934)  |              |
| Allée couverte de Pinterville              | Pinterville           |                                 | 49° 10′ 57″ N, 1° 11′ 27″ E | Classé MH (1947)  |              |
| Gravier de Gargantua                       | Port-Mort             |                                 | 49° 10′ 24″ N, 1° 23′ 49″ E | Classé MH (1923)  |              |
| Pierre de la Joure                         | Saint-Ouen-d'Attez    |                                 | 48° 48′ 29″ N, 0° 57′ 52″ E | Classé MH (1934)  |              |
| Croix-aux-Chiens                           | Saint-Pierre-du-Val   | menhir christianisé ?           | 49° 24′ 03″ N, 0° 22′ 22″ E | Répertorié (1983) |              |
| Menhir du Croc                             | Serquigny             |                                 | 49° 07′ 22″ N, 0° 42′ 30″ E | Inscrit MH (1991) |              |
| Menhir de la Basse-Crémonville             | Val-de-Reuil          |                                 | 49° 14′ 18″ N, 1° 11′ 27″ E | Classé MH (1927)  |              |
| Sépulture collective de la Butte-Saint-Cyr | Val-de-Reuil          |                                 | 49° 16′ 20″ N, 1° 15′ 07″ E |                   |              |
| Dolmen de l'Hôtel-Dieu                     | Les Ventes            | autre nom la Pierre des Druides | 48° 57′ 46″ N, 1° 03′ 59″ E | Classé MH (1910)  |              |
| Pierre courcoulée                          | Les Ventes            |                                 | 48° 56′ 31″ N, 1° 04′ 27″ E | Classé MH (1889)  |              |
| Grosse Pierre                              | Verneusses            |                                 | 48° 54′ 09″ N, 0° 27′ 11″ E | Classé MH (1911)  |              |